# Kenn (Somerset)
Kenn – wieś w Anglii, w hrabstwie ceremonialnym Somerset, w dystrykcie (unitary authority) North Somerset. Leży 19 km na zachód od miasta Bristol i 189 km na zachód od Londynu. W 2001 miejscowość liczyła 332 mieszkańców.